# امریکن ایگل اوتفیترس
امریکن ایگل اوتفیترس (انگلیسی: American Eagle Outfitters) شرکت پوشاک آمریکایی است، که در سال ۱۹۷۷ تأسیس شد.